# Fétigny (Jura)
Fétigny war eine französische Gemeinde mit zuletzt 88 Einwohnern (Stand: 1. Januar 2013) im Département Jura in der Region Bourgogne-Franche-Comté. Sie gehörte zum Arrondissement Lons-le-Saunier und zum Kanton Moirans-en-Montagne. Fétigny ist ein Ortsteil der Gemeinde Valzin en Petite Montagne.
Die Nachbargemeinden waren Sarrogna im Norden, Cernon im Osten, Légna im Süden und Savigna im Westen.
Die Gemarkung von Fétigny umgab den zu Légna gehörenden Weiler Montadroit im Westen, im Norden und im Osten. 
Am 1. Januar 2017 wurde die Gemeinde Fétigny mit Chatonnay, Légna und Savigna zur neuen Gemeinde Valzin en Petite Montagne zusammengeschlossen.

## Bevölkerungsentwicklung

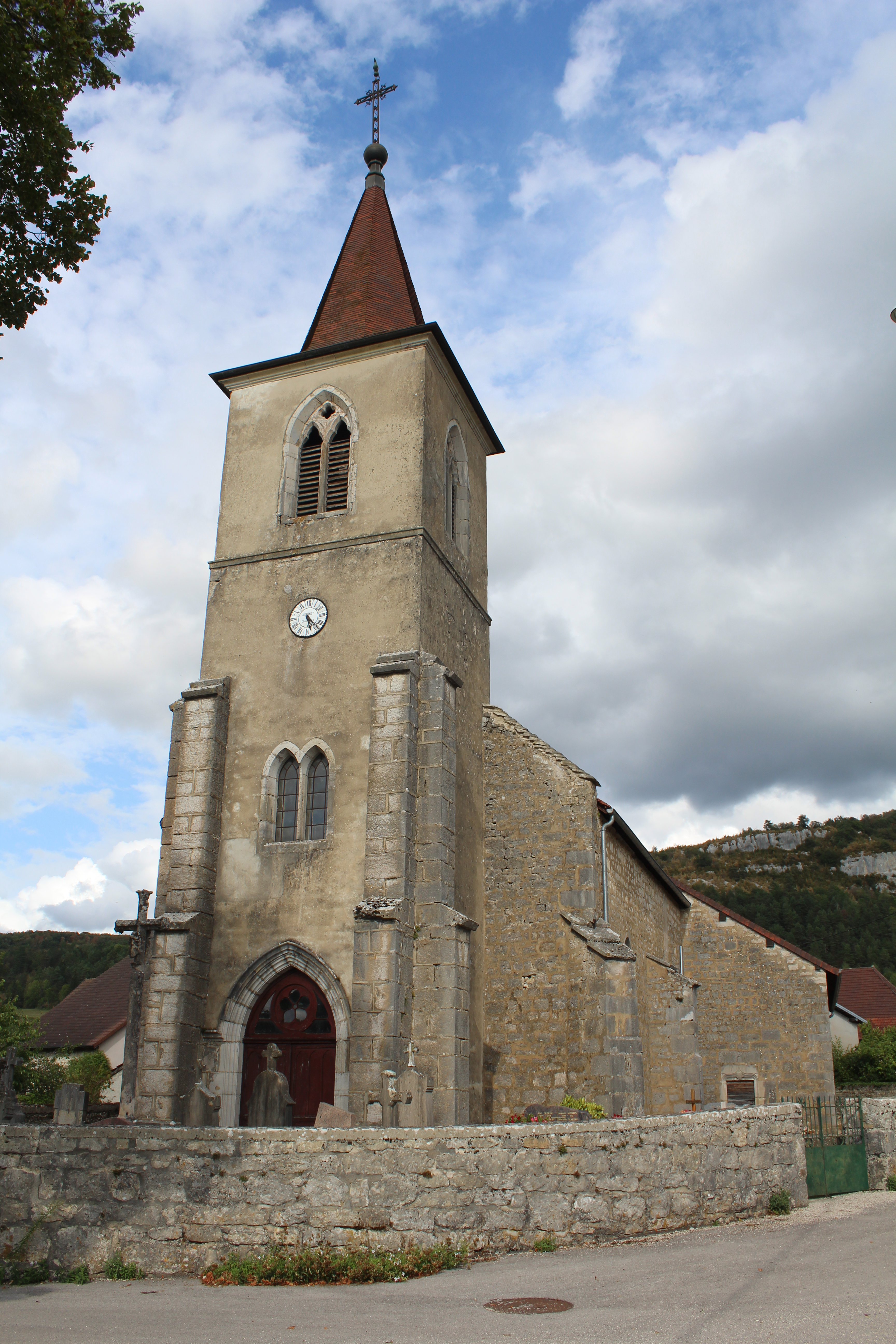
Kirche Saint-Aubin

| 1962 | 1968 | 1975 | 1982 | 1990 | 1999 | 2005 | 2006 | 2013 |
| ---- | ---- | ---- | ---- | ---- | ---- | ---- | ---- | ---- |
| 101  | 107  | 81   | 62   | 62   | 77   | 90   | 89   | 88   |